# Tom Paris
Thomas Eugene Paris je fiktivní postava v televizních sci-fi seriálech Star Trek: Vesmírná loď Voyager a Star Trek: Lower Decks.
Tom Paris je důstojník Hvězdné flotily s hodností poručíka, který sedm let sloužil na lodi USS Voyager pod velením kapitána Janewayové na pozici kormidelníka.
Prostřední jméno postavy bylo inspirováno jménem autora Star Treku, Eugena Wesleyho Roddenberryho.